# Cal Coletor
Cal Coletor és una casa de Seròs (Segrià) inclosa a l'Inventari del Patrimoni Arquitectònic de Catalunya.

## Descripció
Edifici entre mitgeres, amb planta baixa, primer pis i golfes.A la façana s'obren tres finestres a les golfes i tres balcons al pis, tots amb arcs escarsers fets de maó. A la planta baixa veiem l'antic portal d'entrada, d'arc de mig punt adovellat, amb un escut a la clau. A la seva esquerra hi ha una obertura quadrangular i a la dreta una porta allindada, ambdues de factura molt més nova que la resta de la construcció.
El parament és a base de carreus de pedra desbastada a la part inferior del mur i de pedres lligades amb morter a la resta.
Remata la façana un ràfec prou sobresortit.
En una reforma recent s'ha enderrocat la part superior de la casa (el primer i el segon pis) i s'ha refet en formigó i acabat de totxo a la façana.

## Història
Originalment es tractava d'un habitatge, més endavant es va convertir en magatzem. La porta d'entrada de la dreta es construí quan la casa es va convertir en dues propietats diferents.